# Simulace v technice
Ve vědě a technice je simulace chápána většinou jako napodobování určitých podmínek (klimatická komora), určitých fyzikálních nebo chemických dějů (simulace vývoje počasí) nebo napodobování chování výrobků nebo technických zařízení (letecký simulátor). Za jistý druh simulace můžeme pokládat i technický výpočet. I když technické simulace existovaly jež před nasazením počítačů (Příkladem může být již zmíněný letecký simulátor.), byly jejich možnosti značně omezené.

## Prostředky simulace
K simulaci lze využít fyzické modely nebo také matematické modely. Fyzické modely přes nesporný přínos většinou neumožňují rychlou a levnou analýzu problému. Matematické modely nebyly dlouho použitelné ve větším rozsahu. Přestože pokrok v oborech jako kinematika, dynamika, pružnost a pevnost, hydromechanika, termomechanika, aerodynamika ad. přinesl exaktní znalosti nejdůležitějších zákonitostí, nebylo jejich využití u komplikovanějších úloh možné, protože matematický model byl příliš složitý na řešení nebo vůbec neexistoval. Jedinou možnou cestou bylo velké zjednodušení matematického modelu, potom se ale výsledky příliš odchylovaly od reality.

## Metoda konečných prvků – MKP (angl. zkratka FEM)
Je nejpoužívanější metodou přinášející uspokojivé výsledky pro technickou praxi. Myšlenka diskretizace kontinua do velkého množství konečných prostorových nebo i plošných prvků vhodného tvaru, přinesla možnost nalezení řešitelného matematického modelu s přijatelnou chybou. Skutečnost, že numerické řešení rozsáhlých soustav rovnic vyžaduje značný objem výpočtů, přestalo být překážkou, neboť začaly být k dispozici dostatečně výkonné počítače. Počátky metody jsou z r. 1956. První praktické uplatnění měla metoda v kosmickém výzkumu v programu Apollo v polovině šedesátých let minulého století. Následovaly aplikace ve vojenské technice a v letectví. Uvolnění metody pro civilní sektor a bouřlivý rozvoj počítačů umožnil další šíření této metody. Minimalizace hmotnosti konstrukce pomocí MKP je v kosmonautice a v letectví nezbytností, v ostatních oborech přináší snižování výrobních nákladů a zlepšování užitných vlastností výrobků. Metoda našla postupně své uplatnění i v dalších oborech jako je problematika proudění, šíření tepla, elektromagnetických polí ad. Pro simulace pomocí MKP se používá řada počítačových programů – např. Ansys, Cosmos, MSC/Marc, MCS/Nastran atd..

## Další simulační metody
MKP již dnes zdaleka není jedinou simulační metodou. Pro zkoumání dynamického chování soustav těles se používá tzv. Multi body simulace (MBS) (programy Adams, Dynamic Designer Motion ad.). Při zkoumání problematiky proudění Computational Fluid Dynamics (CFD) se kromě MKP používá i metody konečných objemů a metody konečných diferencí, (programy Fluent, Gambit, CFX, aj.). Jistým stupněm simulace je dnes i konstruování. Používání prostorových (3D) modelů vytvářených konstrukčními programy (např. Catia, Inventor, PRO/Engineer, SolidWorks, Solid Edge, Unigraphics NX ad.) umožňuje velmi věrné napodobení skutečné geometrie výrobku. Protože to dnes již výkonnost osobních počítačů umožňuje, obsahují konstrukční programy již často moduly umožňující simulovat jednodušší úlohy z kinematiky, dynamiky, pružnosti a pevnosti ad. přímo na konstruovaném modelu. Skutečnost, že i specializované simulační programy dnes většinou dokáží pracovat s 3D modely vytvořenými v konstrukčních programech značně usnadňuje a urychluje práci. Výsledky simulace jsou většinou nějakým způsobem vizualizovány.

## Přínosy simulace
Možnost simulovat funkci výrobku nebo technického zařízení a také prověřit jeho chování v různých podmínkách bez nutnosti pořizovat fyzický model značně urychluje a také zlevňuje výzkum a vývoj. Přes obrovský pokrok, který simulační programy přinášejí, není, hlavně u náročnějších úloh, možné zdárný výsledek očekávat bez práce specialistů výpočtářů, bez jejichž odborných znalostí a zkušeností může simulace přinést problematické výsledky. Každá simulace dodnes pracuje s menším či větším zjednodušením. Volba vhodné míry zjednodušení modelu, optimální diskretizace (volba sítě), stanovení přesných okrajových podmínek i správná interpretace výsledků jsou nutnými předpoklady pro to, aby simulace byla přínosem. V některých případech není samotná počítačová simulace pro analýzu problému postačující a je nutné ji kombinovat s experimenty (zkoušky, měření) na fyzickém modelu. Existují i případy, kdy práce s fyzickým modelem je jedinou vhodnou metodou pro analýzu problému, neboť počítačová simulace buď není proveditelná nebo by byla dražší a náročnější než simulace fyzická.